# 섹스투스 칼푸르니우스 아그리콜라

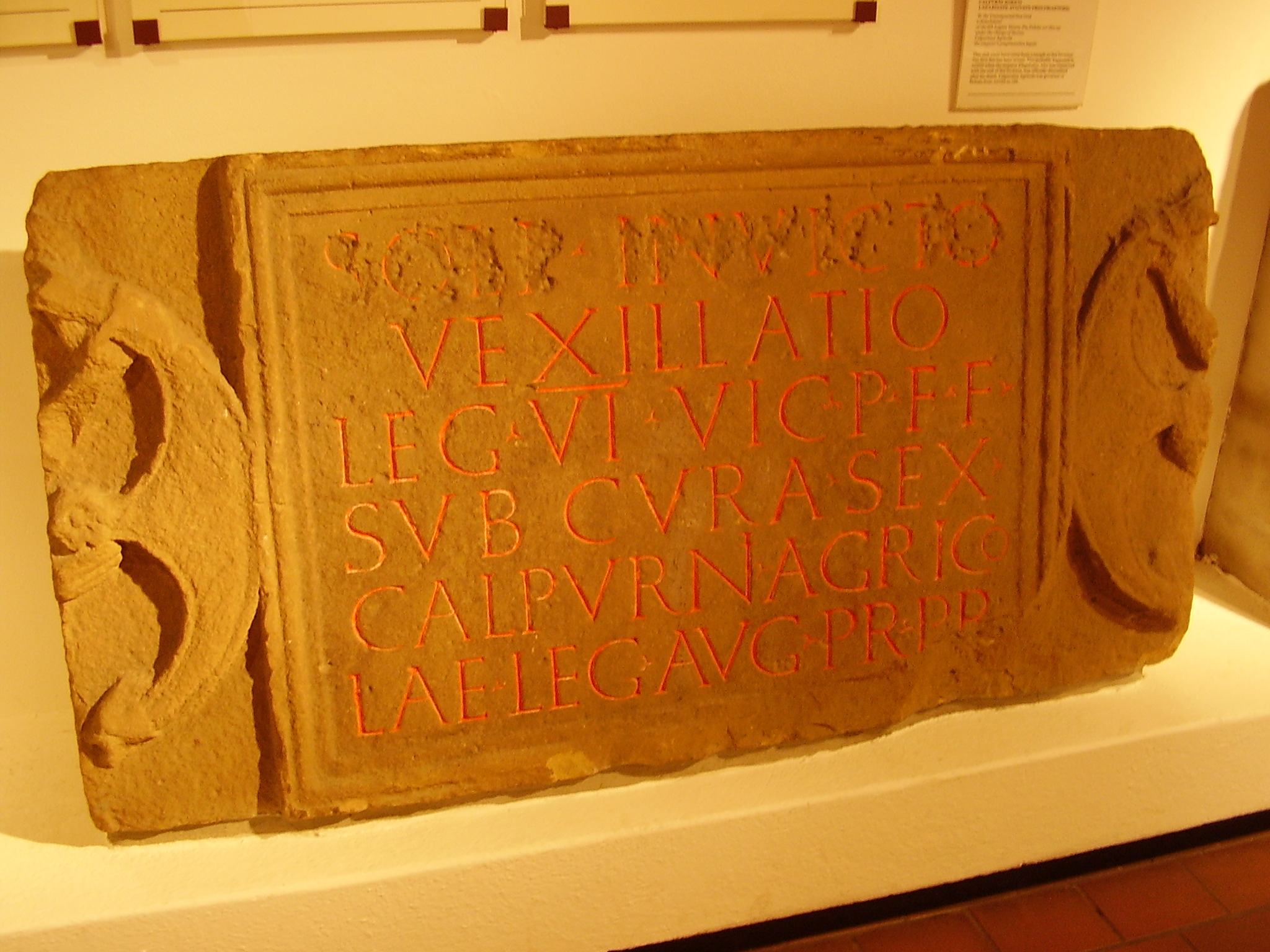
아그리콜라 지휘 하의 빅트릭스 제6군단의 '벡실라티오'가 세운 솔 인빅투스에게 바친 금석문.

섹스투스 칼푸르니우스 아그리콜라 (Sextus Calpurnius Agricola)는 2세기에 활동한 로마 제국의 원로원 의원 및 장군이다. 154년 9-10월 눈디니움 기간 티베리우스 클라우디우스 율리아누스를 동료 집정관으로 된 보좌 집정관이었다. 아그리콜라는 금석문을 통해 주로 알려져 있다.

## 생애
집정관 이전 칼푸르니우스 아그리콜라에 대해 알려진 것은 아직 없다. 그의 출생에 대한 현존하는 사료는 존재하지 않으며, '겐틸리키움' 칼푸르니우스는 제국 전역에서 흔하게 발견된다. 하지만, 앤서니 벌리는 '섹스투스 칼푸르니우스'라는 조합이 아주 흔치 않은 것이라는 점을 언급하며, 아그리콜라는 프론토의 친우인 섹스투스 칼푸르니우스 율리아누스와 관계가 있었을 것이라 주장했다. 만일 그렇다면 그는 누미디아의 키르타 또는 다른 도시의 출신일 것이다.
칼푸르니우스 아그리콜라는 158년경 게르마니아 수페리오르의 총독이었다.
161년 또는 162년에 그는 브리타니아의 총독이 되어 최소한 163년, 추정 상으로는 160년대가 끝날 때까지 재임했다.
163년에, 그는 북방에서 일어나 반란을 진압하기 위해 브리타니아로 파견된다. 그는 다수의 요새를 재건했으며, 대부분이 코리아 (코브리지)에 위치했다. 그는 추가적인 반란의 위협에 대처하기 위해 스코틀랜드에서 하드리아누스 방벽이 있는 남쪽으로 철수했다.
비로코니움 코르노비오룸 (록시터)의 포룸에서 보인 손상 그리고 베룰라미움 (세인트올번스)의 많은 곳에서 발견된 불탄 흔적에서 확인되듯 그의 통치 시기 브리타니아의 혼란의 증거들이 존재한다.
서기 166년경 아그리콜라는 다키아 속주의 황제 직속 레가투스로 임명되었다. 168년과 169년 사이, 그는 모이시아 인페리오르의 총독 중 한 명이었다.

### 금석문
- PIR C 249
- CIL VII, 226
- RIB I, 1137

### 2차 문헌
- Patricia Southern, Roman Britain: A New History 55BC - AD 450

- Birley, Anthony (2000). 《Marcus Aurelius》. Roman imperial biographies. London and New York: Routledge. ISBN 978-0-415-17125-0.

| 공직                                                                                      | 공직                                                                  | 공직                                                                               |
| ----------------------------------------------------------------------------------------- | --------------------------------------------------------------------- | ---------------------------------------------------------------------------------- |
| 이전 마르쿠스 발레리우스 에트루스쿠스 (?), 루키우스 아이밀리우스 윤쿠스 (?) (보좌 집정관) | 로마 제국의 보좌 집정관 154년 with 티베리우스 클라우디우스 율리아누스 | 이후 가이우스 율리우스 스타티우스 세베루스, 티투스 유니우스 세베루스 (보좌 집정관) |
| 이전 마르쿠스 스타티우스 프리스쿠스                                                       | 브리타니아 총독 161년-160년대 말                                      | 이후 정체 미상, 그 뒤 퀸투스 안티스티우스 아두엔투스                               |